# Adams County, Wisconsin
 Adams County är ett administrativt område i den centrala delen av delstaten Wisconsin, USA. Den administrativa huvudorten (county seat) är Friendship. Countyt har fått sitt namn after USA:s andre president John Adams eller dennes son, den sjätte presidenten John Quincy Adams (olika källor är inte överens). Vid folkräkningen 2005 var inte mindre än 35 % av befolkningen av tysk härkomst.

## Geografi
Enligt United States Census Bureau har countyt en total area på 1 783 km². 1 677 km² av den arean är land och 106 km² är vatten.

### Angränsande countyn
- Wood County - nordväst
- Portage County - nordost
- Waushara County - öst
- Marquette County - öst
- Columbia County - sydost
- Sauk County - sydväst
- Juneau County - väst

### Större orter

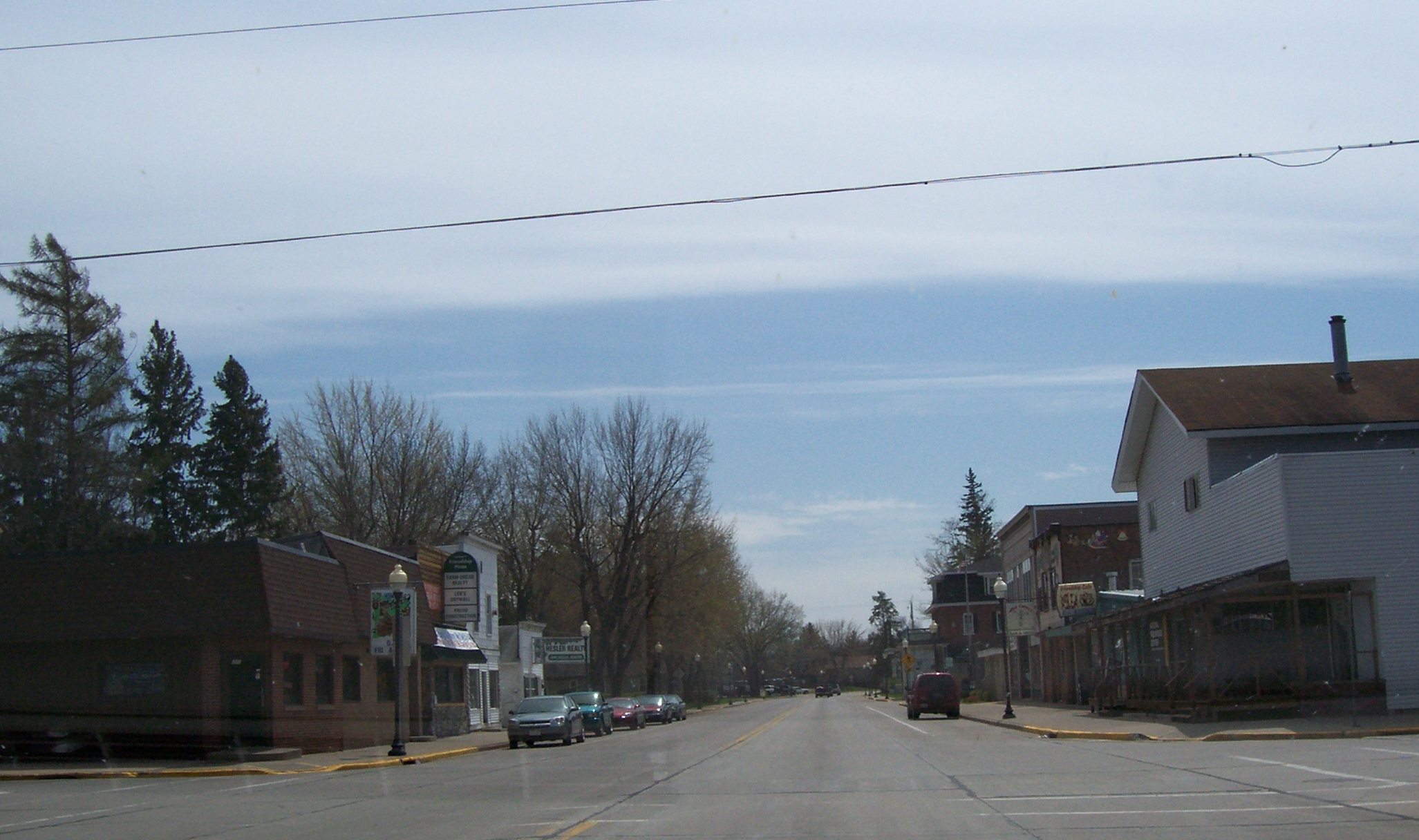
Friendship, Wisconsin

- Rome med 2 650 invånare